# 王宗智
王宗智（？—926年5月2日），又名王宗献，中國五代十国時代人物，前蜀高祖王建的第五子，陈妃所生。
武成三年（910年），王宗智被父亲封为荣王。前蜀后主乾德六年（924年），改封为韩王。次年，后唐庄宗李存勖派李继岌、郭崇韬率军灭前蜀。伶人景进向庄宗进言应翦除王衍，庄宗便杀害了王衍及其亲族，三月十八甲戌（926年5月2日），王宗智、王宗輅、王宗紀、王宗澤、王宗鼎、王宗平、王宗特、王衍兄弟八人一起死在秦川驿，葬于长安县三赵村。